# (4178) Mimeev
(4178) Mimeev – planetoida z pasa głównego asteroid okrążająca Słońce w ciągu 5 lat i 247 dni w średniej odległości 3,18 j.a. Została odkryta 13 marca 1988 roku w Obserwatorium Palomar przez amerykańską astronom Eleanor Helin. Nazwa planetoidy pochodzi od rosyjskiego inżyniera i astronoma amatora Alexandra Pavlovicha Mimeeva. Przed jej nadaniem planetoida nosiła oznaczenie tymczasowe (4178) 1988 EO1.